# Dinastía Shang
La dinastía Shang (en chino, 商; pinyin, Shāng; aprox. 1600-1046 a. C,), también conocida como dinastía Yin (殷), es posiblemente la segunda dinastía en la historia de China (tras la dinastía Xia) y la primera cuya existencia histórica está documentada. Fue sucedida por la Dinastía Zhou, la última dinastía previa al Periodo Imperial. Su extensión territorial abarcaba el valle del río Amarillo.
El yacimiento de Anyang ha proporcionado el conjunto más antiguo conocido de escritura china, en su mayoría adivinaciones inscritas en huesos de oráculo: caparazones de tortuga, omóplatos de buey u otros huesos. En las primeras excavaciones científicas de los años 20 y 30 se descubrieron más de 20.000, y desde entonces se han encontrado más del cuádruple. Las inscripciones proporcionan una visión crítica de muchos temas, desde la política, la economía y las prácticas religiosas hasta el arte y la medicina de esta primera etapa de la civilización china.

## Orígenes mitológicos
El territorio de los Shang se extendía en la mitad norte de la actual provincia de Henan y la mitad sur de Hebei, la parte occidental de Shandong, la zona más al norte de Anhui y el noroeste de Jiangsu. 
Sin embargo, este ámbito corresponde principalmente al periodo final de la dinastía (Shāng tardío), mientras que las investigaciones arqueológicas han identificado que los primeros asentamientos del grupo Shang —en el llamado “Periodo de Origen” (Shāng yuán shídài 商源時代) y el “Periodo Pre-dinástico” (Xiān Shāng shídài 先商時代)— se localizaron más al norte, en torno a la costa del golfo de Bohai, y que posteriormente migraron hacia el sur a lo largo del pie oriental de la sierra Taihang hasta llegar a las Llanuras Centrales.
Existe una teoría, según la cual el fundador del clan Shang de nombre Xie 偰 fue descendiente de Di Ku  (帝嚳) uno de los cinco emperadores legendarios. El clan Shang nació como un estado vasallo de la primera dinastía Xia.
No obstante, algunos comentaristas antiguos, como Qiao Zhou en el siglo III, ya pusieron en duda que Xie fuera hijo directo de Di Ku, argumentando que su verdadero padre no se consignó por su baja condición. Además, las versiones más antiguas del mito identifican al “pájaro negro” (xuánniǎo 玄鳥) como una golondrina, y presentan variantes en el lugar y las circunstancias de su hallazgo, lo que sugiere una evolución narrativa a lo largo del tiempo.
En este territorio la población estaba organizada en unidades llamadas zu, ocupando una ciudad generalmente amurallada en la que lo más común era que vivieran solo miembros del clan. Cada zu o clan podía consistir en una sola familia o en varias, pero todas poseían y trabajaban por igual los campos, que solían situarse fuera del recinto amurallado. 
Se han encontrado inscripciones en diversos huesos, pictogramas del chino arcaico que identificaban a distintos zu y que podrían referirse a sus profesiones, demostrando que los zu tenían rasgos de identidad fuertes que los cohesionaban y diferenciaban del resto. Entre estos pictogramas que designaban a los distintos clanes unos doscientos están ligados a figuras animales, lo que señala la naturaleza totémica de dichos zu, con cada clan identificándose con un tótem animal diferente. Kwang-chih Chang (1931-2001) sostiene que cada zu tenía sus propios mitos sobre los ancestros fundadores, identificados con el animal tótem del clan, pero que sólo los mitos de los zu que fundaron grandes dinastías y grandes familias políticas se llegaron a conservar por escrito.
Las inscripciones óseas, sin embargo, muestran que los ancestros más remotos a los que los Shang rendían culto no siempre coinciden con los recogidos en los textos tradicionales, y que sus nombres seguían patrones onomásticos específicos diferentes a los del linaje descrito por Sima Qian, lo que podría reflejar reescrituras genealógicas en época Zhou.
El mito fundacional de la dinastía Shang es descrito por Sima Qian en los Anales del Yin. En el texto, una mujer llamada Jiandi, que fue la segunda esposa del emperador Ku, se tragó un huevo que dejó caer un pájaro negro (玄鳥) y posteriormente dio a luz milagrosamente a Xie -que también aparece como Qi (契)-. Se dice que Xie ayudó a Yu el Grande a controlar el Gran Diluvio y que por sus servicios se le concedió como feudo un lugar llamado Shang.
Algunos estudios actuales interpretan que este relato no solo cumple una función etiológica, sino que pudo haber sido reformulado por la historiografía Zhou para vincular a los Shang con los Zhou como “pueblos hermanos” mediante un ancestro común (Di Ku), legitimando así el nuevo orden político tras la conquista de 1046 a. C.

## Fundación de la dinastía
La dinastía Shang siguió a la legendaria dinastía Xia (ca. 2070-ca. 1600 a. C.) y precedió a la dinastía Zhou (1046-256 a. C.). Fue fundada por Cheng Tang (成汤), líder del clan Shang quien derrotó a Jie (桀), último gobernante de los Xia. Para lograrlo, primero eliminó a los principales aliados de los Xia (estados vasallos), aislando al rey Jie. Finalmente, Cheng Tang derrotó al ejército de Jie en la batalla de Mingtiao (鸣条).
Su civilización estaba basada en la agricultura, complementada por la caza y la ganadería. Al igual que en el Antiguo Egipto, el medio natural circundante (estepas y desiertos) limitaba los contactos con el exterior, permitiendo que una cultura china original se desarrollara sin apenas influencias.
Una línea hereditaria de gobernantes Shang controló la mayor parte del norte de China, luchando sus tropas frecuentemente con asentamientos vecinos y pastores nómadas de las estepas del Asia interior. Las capitales, particularmente Yin, eran bulliciosos centros de vida cortesana. Los rituales de la corte para propiciar a los espíritus y para honrar a los ancestros sagrados estaban altamente desarrollados. Además de su posición secular, el rey era la cabeza del culto a los antepasados y los espíritus. Las evidencias de tumbas reales indican que miembros de la realeza fueron enterrados con objetos de valor, presumiblemente para su uso en la otra vida. Quizás por esa misma razón, cientos de plebeyos, que podrían haber sido esclavos, fueron enterrados vivos con el cadáver principal.

## Desarrollo de la dinastía
Cheng Tang murió doce años después del establecimiento de la dinastía, su segundo hijo, Wai Bing (外丙) tomó el trono. A Wai Bing lo sucedió su hermano Zhong Ren (仲壬). Estos dos reinados fueron muy breves, de apenas seis años entre ambos. Durante estos reinados el control de la dinastía cayó en manos de Yiyin (伊尹), canciller de Cheng Tang. A la muerte de Zhong Ren, Tai Jia (太甲), nieto de Cheng Tang, obtuvo el trono. Tai Jia no respetó las leyes antiguas, cometiendo toda clase de ultrajes, por lo que Yiyin lo envió al exilio en busca de que reflexionara sobre sus errores. Tras tres años en el exilio, Yiyin le permitió regresar y recobrar el poder. 

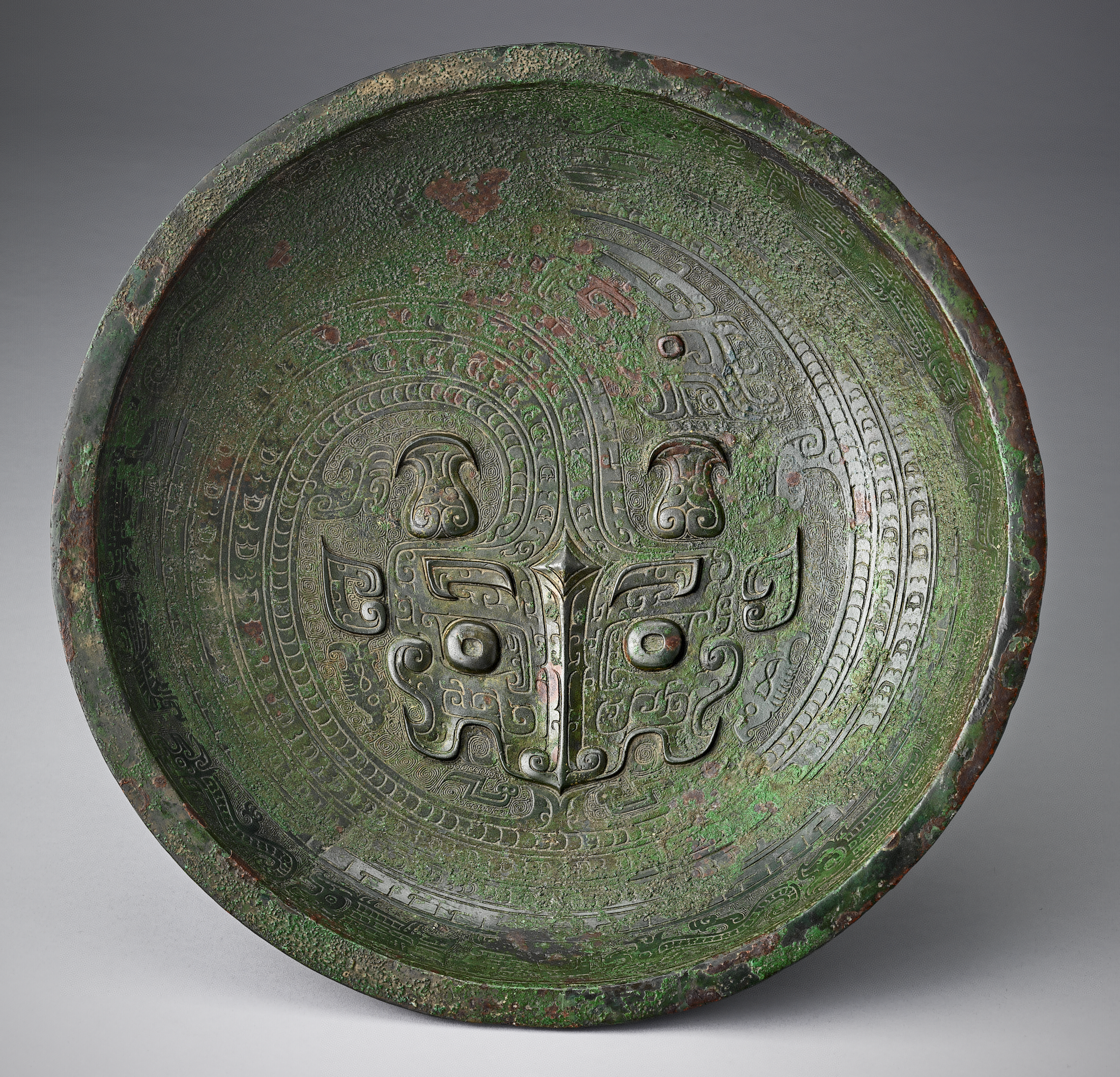
Vasija de agua con diseño de dragón enroscado, Dinastía Shang tardía (c. - mediados del)

Desde el reinado de Tai Jia hasta el de Tai Wu (太戊), la dinastía gozó de un gobierno estable y ordenado, lo que favoreció a un rápido desarrollo social. Tras la muerte de Tai Wu, la dinastía entró en un proceso de decadencia, durante el cual se suscitaron varios enfrentamientos por la sucesión dinástica, lo que sumado a crisis económicas de distinta índole, provocaron que la capital del reino fuera trasladada de ciudad en varias ocasiones. Este periodo de crisis se alargo por nueve reinados.
Fue hasta el gobierno de Pan Geng (盘庚)，cuando el poder político de la dinastía Shang se reestableció. Pan Geng estableció su capital en la ciudad de Yin (殷)，actual ciudad de Anyang en la provincia de Henan. Yin fue la capital de la dinastía por 273 años y debido a esto la dinastía también es conocida como Yin Shang. El establecimiento de la capital en Yin terminó con las constantes revueltas al interior de la dinastía, consolidando el dominio de los Shang, por lo que el gobierno de Pan Geng es considerado como uno de los más importantes y decisivos de la historia de la segunda dinastía. 
Dos reinados después de la muerte de Pan Geng, Wu Ding (武丁) ascendió al trono. Wu Ding destacó por su capacidad para elegir funcionarios talentosos, así como por la expansión y profesionalización del ejército. Gracias al cual pudo conquistar a las naciones aledañas, expandiendo el territorio y la población de la dinastía Shang. A lo largo de los cincuenta años que duró el reinado de Wu Ding, el poder de la dinastía Shang alcanzó su cima. Esta etapa marcó el último periodo de gran prosperidad de la dinastía. 
Después de la muerte de Wu Ding, la dinastía entró de nuevo en un proceso de decadencia. Wu Ding fue sustituido por su hijo Zu Geng (祖庚) y este por Zu Jia (祖甲). Ambos se caracterizaron por su falta de habilidad en los asuntos políticos, así como su ignorancia y desobediencia a los principios dinásticos, comportamiento que provocó caos en la sociedad, sumiendo a la población en la pobreza.

## Descubrimientos arqueológicos
Hasta el siglo XX muchos expertos dudaban de la existencia real de la dinastía Shang, dado que no se disponía de evidencias al respecto; todas las menciones a los reyes Shang aparecían en obras chinas escritas muchos siglos después, durante la época Zhou. Sin embargo, numerosos e interesantes descubrimientos arqueológicos realizados a lo largo del siglo XX confirmaron la existencia de esta dinastía y por tanto la fiabilidad de los textos del periodo Zhou. Los principales hallazgos arqueológicos en el valle del río Amarillo que han confirmado la existencia de los reyes Shang son los objetos rituales de bronce y, muy en especial, los huesos oraculares, caparazones de tortuga (plastrones) y grandes omóplatos de animales (en su mayor parte de ganado bovino) sobre los que se realizaban y escribían predicciones oraculares basadas en la piromancia.
Estas inscripciones tenían típicamente tres secciones: una pregunta para el oráculo, la contestación del oráculo, y el resultado que reflejaba si el oráculo tenía razón. Estos textos escritos en los huesos oraculares son la forma más antigua que se ha conservado de la escritura china y han desempeñado un papel fundamental en las investigaciones recientes sobre el origen y desarrollo de los caracteres chinos. La información proporcionada por los huesos oraculares provee una visión privilegiada de las primeras etapas de la civilización china sobre variados aspectos, como política, economía, cultura, religión, geografía, astronomía, calendario, arte y medicina.
Durante el siglo XX, mediante excavaciones arqueológicas en Yin Xu (殷墟, antigua capital de la dinastía, localizada en la actual Anyang, provincia de Henan), se encontraron numerosos instrumentos de adivinación hechos de caparazón de tortuga, así como bellas piezas de bronce y jade. La más importante sin duda es la Houmuwuding (后母戊鼎), una vasija de bronce de función sacrificial, considerada la mayor pieza arqueológica de bronce conservada del mundo antiguo.

### La cultura Erligang
En 1951 fue encontrado en Erligang, en las proximidades de la actual ciudad de Zhengzhou, provincia de Henan, el primer yacimiento arqueológico de la denominada cultura de Erligang (二里岡文化) (1600 - 1400 a. C.), de la Edad del Bronce en China. 
Muchos arqueólogos chinos creen que Zhengzhou se encuentra donde estuviera una antigua capital de la dinastía Shang, lo que identificaría la cultura de Erligang como uno de los inicios de la dinastía Shang.

## La ciudad de Yin
Sima Qian dice en sus Memorias históricas que la dinastía Shang trasladó su capital seis veces. El último y más importante traslado, a la ciudad de Yin (殷) en 1350 a. C., condujo a la época dorada de la dinastía. De hecho, a esta etapa de la dinastía se la llama a veces época Yīn. Históricamente, el término dinastía Yin ha sido sinónimo de dinastía Shang, aunque últimamente se ha utilizado para referirse a la última mitad de Shang.
El emplazamiento de la capital de Yin, las ruinas de Yin, está cerca de la actual ciudad de Anyang. Los trabajos arqueológicos llevados a cabo allí sacaron a la luz once tumbas reales sin descubrir de los Yin y los cimientos del palacio y los sitios de culto, todos ellos conteniendo armas de guerra. Varios miles de objetos de bronce, jade, piedra, hueso y cerámica se obtuvieron. El trabajo del bronce atestigua el alto nivel de esta civilización. También fueron encontrados más de 20 000 huesos oraculares. Muchos caracteres chinos encontrados en las inscripciones de las ruinas de Yin aún siguen en uso hoy en día.

## Caída de la dinastía Shang
Di Xin (帝辛), también conocido como Shang Zhouwang (商纣王), fue el último rey Yin, se suicidó después de que su ejército fuera derrotado por el Zhou Wuwang (周武王), líder del clan Zhou. Las leyendas dicen que su ejército lo traicionó uniéndose a los rebeldes Zhou en la batalla de Muye (牧野). La novela clásica Fengshen Yanyi trata de la guerra entre los Yin y los Zhou, en la que cada grupo era apoyado por un conjunto de dioses.
Después de la caída de Yin, los supervivientes de la familia real cambiaron su apellido (子, zì) para adoptar el nombre de la dinastía derrotada Yin. La familia continuó siendo aristocrática y a menudo aportó los necesarios servicios administrativos a la dinastía Zhou que les sucedió. El rey Zhōu Chéng (周成), a través del regente, su tío, el duque de Zhou (周公旦, Zhōu Gōngdàn), ofreció el feudo de Wēizi (微子) al antiguo rey Shang, hermano de Zhou, en la vieja capital Shang (商), convirtiéndose el territorio en el estado de Sōng (宋). El estado de Song y los descendientes reales de Shang mantuvieron sus ritos para con los ya muertos reyes Shang y pervivieron hasta el 286 a. C..
Tanto las leyendas coreanas como las chinas manifiestan que un desencantado príncipe Yin llamado Jizi (箕子, Jīzi), que rechazó ceder el poder a los zhou, dejó China con su guarnición y fundó el estado de Gojoseon cerca de la actual Pionyang, el primer estado coreano. Aunque Jizi es mencionado solo unas pocas veces en las Memorias históricas, se piensa que la historia de su marcha a Choseon no es sino un mito.

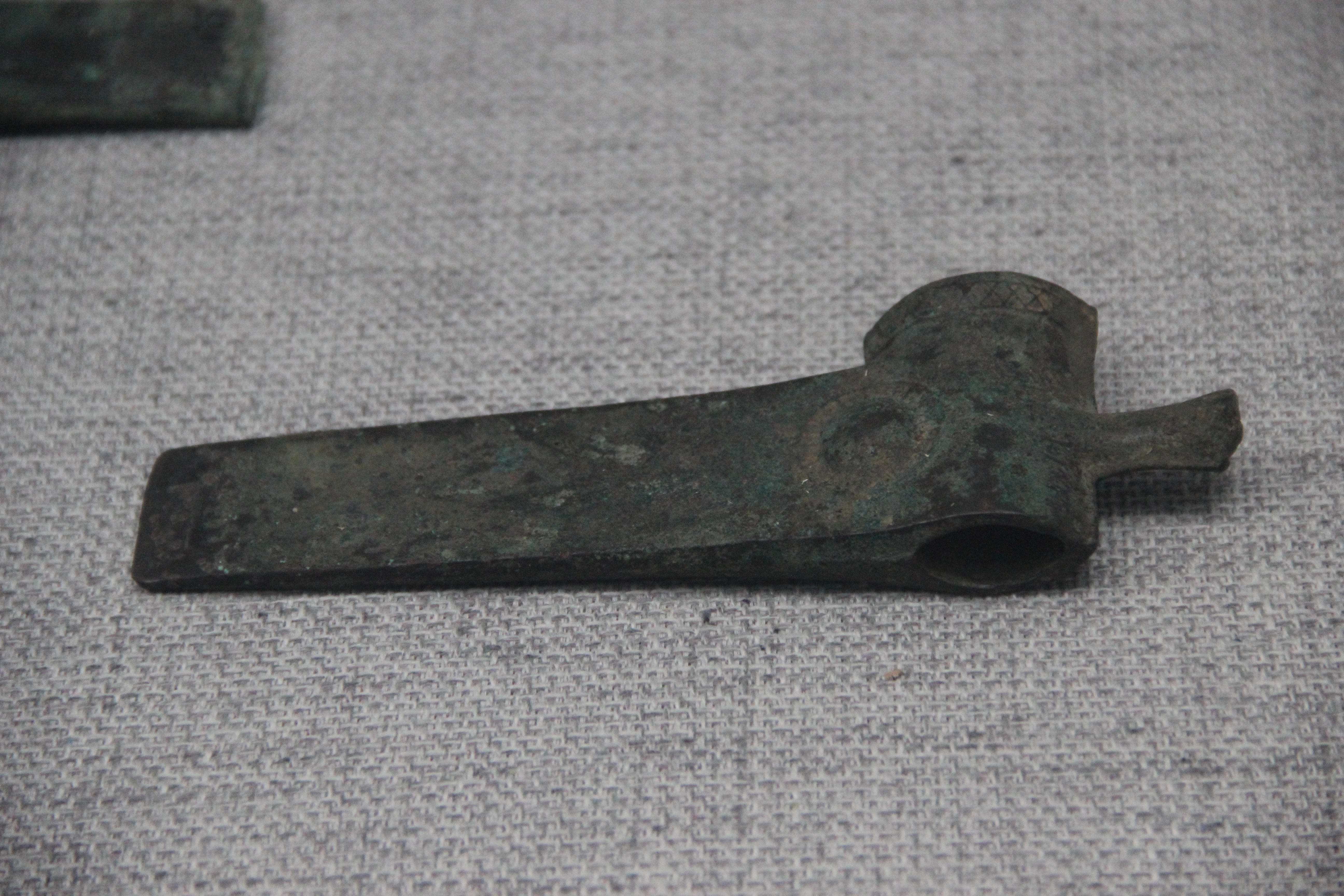
Hacha de batalla de bronce Shang

## Soberanos de la dinastía Shang
| Orden de reinado | Años de reinado | Nombre en chino | pinyin     | Notas                                                |
| ---------------- | --------------- | --------------- | ---------- | ---------------------------------------------------- |
| 01               | 29              | 商汤            | Shāng Tāng | Un rey sabio derrocó al tirano Jié (桀) de Xia ( 夏) |
| 02               | 02              | 外丙            | Wai Bing   | Segundo hijo de Shang Tang                           |
| 03               | 04              | 仲壬            | Zhong Ren  | Tercer hijo de Shang Tang                            |
| 04               | 33              | 太甲            | Tai Jia    | Nieta de Shang Tang                                  |
| 05               | 29              | 沃丁            | Wo Ding    |                                                      |
| 06               | 25              | 太庚            | Tai Geng   |                                                      |
| 07               | 36              | 小甲            | Xiao Jia   |                                                      |
| 08               | 12              | 雍己            | Yong Ji    |                                                      |
| 09               | 75              | 太戊            | Tai Wu     |                                                      |
| 10               | 11              | 仲丁            | Zhong Ding |                                                      |
| 11               | 15              | 外壬            | Wai Ren    |                                                      |
| 12               | 09              | 河亶甲          | He Dan Jia |                                                      |
| 13               | 19              | 祖乙            | Zu Yi      |                                                      |
| 14               | 16              | 祖辛            | Zu Xin     |                                                      |
| 15               | 20              | 沃甲            | Wo Jia     |                                                      |
| 16               | 32              | 祖丁            | Zu Ding    |                                                      |
| 17               | 29              | 南庚            | Nan Geng   |                                                      |
| 18               | 07              | 陽甲            | Yang Jia   |                                                      |
| 19               | 28              | 盤庚            | Pan Geng   | Estableció la capital del reino en Yin 殷            |
| 20               | 21              | 小辛            | Xiao Xin   |                                                      |
| 21               | 21              | 小乙            | Xiao Yi    |                                                      |
| 22               | 59              | 武丁            | Wu Ding    |                                                      |
| 23               | 07              | 祖庚            | Zu Geng    |                                                      |
| 24               | 33              | 祖甲            | Zu Jia     |                                                      |
| 25               | 06              | 廩辛            | Lin Xin    |                                                      |
| 26               | 06              | 庚丁            | Geng Din   | Kang Ding (康丁 Kāng Dīng)                           |
| 27               | 04              | 武乙            | Wu Yi      |                                                      |
| 28               | 03              | 太丁            | Tai Ding   | Wen Ding (文丁 Wén Dīng)                             |
| 29               | 37              | 帝乙            | Di Yi      |                                                      |
| 30               | 33              | 帝辛            | Di Xin     | Zhòu (紂), Zhòu Xīn (紂辛) o Zhòu Wáng (紂王)        |